# Reengenharia de processos
Entre os paradigmas organizacionais está incluida a Reengenharia de Processos em uma determinada empresa, para que esta se torne competitiva, utilizando seus métodos de execução de tarefas, criandos novos meios de comercialização para que assim exista uma maior eficiência organizacional e satisfação dos clientes dessas empresas.
Na Reengenharia de Processos, a empresa tem que analisar um método de trabalho observando os resultados desse processo e avaliando o desempenho final.
Reengenharia é o ato de repensar e reprojetar de forma radical os processos de uma empresa para obter grandes progressos em indicadores críticos de desempenho como custos, qualidade, serviços e agilidade.

## Referência Bibliográfica
FURLAN, José Davi. Reengenharia da informação: do mito a realidade. São Paulo: Makron Books do Brasil, 1994.  133p.

Livro: Reengenharia de Processos, Como inovar na empresa através da Tecnologia da Informação, Autor: Thomas H. Davenport, Editora: Ernst & Young, 5a. Edição, 1993, Harvard Business School Press, Editora Campus, ISBN 85-7001-874-6

Livro: Reengenharia, Revolucionando a Empresa, em função dos Clientes, da Concorrência e das Grandes Mudanças da Gerência, 28a. Edição, Best-Seller, 1994, Editora Campus, Autor: Michael Hammer/James Champy, ISBN 85-7001-848-7